# Greta Moens-Haenen
Greta Moens-Haenen (* 29. Juli 1953) ist eine belgische Musikwissenschaftlerin. Ihre Forschungsschwerpunkte bilden Themen und Probleme zur Aufführungspraxis Alter Musik. Hierzu veröffentlichte sie zahlreiche Arbeiten, u. a. das Standardwerk für Instrumentalisten und Vokalisten „Das Vibrato in der Musik des Barock“.

## Leben
Greta Moens-Haenen studierte Musikwissenschaft und Orientalistik an der Katholieke Universiteit Leuven, ihre Magisterarbeit behandelte das Thema „Das Tempo in der Musik des Barock“. Sie war Stipendiatin des Belgischen Staats für ein Studium der Theorie und Praxis der Alten Musik an der Hochschule für Musik und Darstellende Kunst Mozarteum in Salzburg bei Nikolaus Harnoncourt. 1983 wurde sie an der Universität Leuven summa cum laude mit einer Arbeit über das Vibrato in der Musik des 17. und 18. Jahrhunderts promoviert.
Ab 1991 lehrte Greta Moens-Haenen an der Akademie für Alte Musik Bremen. Seit der Integration der Akademie in die Hochschule für Künste Bremen 1994 unterrichtet sie dort als Professorin. Sie war verheiratet mit dem Musikwissenschaftler und Autor Karel Moens.

## Schriften (Auswahl)
- Das Vibrato in der Musik des Barock. Graz 1988 und 2004 ISBN 3-201-01398-6
- Deutsche Violintechnik im 17. Jahrhundert ISBN 3-201-01865-1
- Versuch einer gründlichen Violinschule von Leopold Mozart. Herausgeberin ISBN 3-7618-1238-8
- Die Musikaliensammlung Leopolds I., Versuch einer Rekonstruktion ISBN 978-3-99094-024-2 (2022)